# Mokoia Island
Zum gleichnamigen Distrikt auf der Westseite der Nordinsel siehe Region Taranaki §Verwaltung; zum gleichnamigen Meteoriten, der in diesem Distrikt niederging, siehe Mokoia-Meteorit.
Mokoia Island ist eine Insel im Lake Rotorua in Neuseeland. Sie hat eine Fläche von 1,35 km². Sie ist ein Dom aus Rhyolite-Lava, der sich 180 m über den See erhebt.
Die Insel ist den Māori vom iwi der Te Arawa heilig und Schauplatz einer der bekanntesten Legenden Neuseelands. Die Legende von Hinemoa und Tutanekai hat Parallelen zur klassischen griechischen Erzählung von Hero und Leander, jedoch mit einem glücklicheren Ausgang.
Nach der Legende wurde es zwei Liebenden verboten zu heiraten. Hinemoas Vater Umukaria, ein Häuptling von der Seeküste, verbot es ihr, mit dem Kanu zu Tutanekais Dorf auf der Insel zu fahren. Also beschloss Hinemoa, die 3,2 km zu über den See zu schwimmen und sich dabei am Klang von Tutanekais Flötenspiel zu orientieren. Als Schwimmhilfe band sie sich Kalebassen an den Körper und erreichte mit ihrer Hilfe die Insel.
An der Küste der Insel befinden sich Thermalquellen, deren heißes Wasser den Hinemoa-Pool (Māori: „Waikimihia“) bildet.